# Condat-sur-Vienne
Condat-sur-Vienne é uma comuna francesa na região administrativa da Nova Aquitânia, no departamento de Alto Vienne. Estende-se por uma área de 15,47 km². Em 2010 a comuna tinha 5 212 habitantes (densidade: 336,9 hab./km²).